# ادمون روستان
ادمون روستان (به فرانسوی: Edmond Rostand) نویسنده و شاعر قرن نوزدهم میلادی اهل فرانسه بود.